# Er hieß Jan
Er hieß Jan ist ein Jugendbuch der deutschen Schriftstellerin Irina Korschunow. Die Handlung spielt am Ende des Zweiten Weltkrieges. Es geht um die verbotene Liebe zwischen einem deutschen Mädchen namens Regine und dem polnischen Zwangsarbeiter Jan. Das Buch erschien zuerst 1979 im Benziger Verlag. 

## Aufbau
Das Buch ist in der Ich-Form geschrieben und schildert die Ereignisse im Rückblick aus Regines Sicht. Regine berichtet aus der Giebelkammer über die Ereignisse mit Jan, den Krieg sowie das gegenwärtige Geschehen auf dem Hof.

## Zusammenfassung der Geschichte
Es ist der 12. September 1944, Regines 17. Geburtstag, nachts unmittelbar nach einem Fliegeralarm in der norddeutschen Stadt Steinbergen. Im Freien liegt ein verwundeter Pole, während sein Kollege nach Hilfe Ausschau hält. Als er Regine mit ihrer „Erste-Hilfe-Tasche“ erblickt, spricht er sie an und bittet sie um Hilfe. Obwohl Regine überzeugte Nationalsozialistin ist, leistet sie dem Polen Erste Hilfe.
Am nächsten Morgen, als sie beim Gärtner Steffens Gemüse holen geht, sieht sie den Freund des verwundeten Polen wieder. Er heißt Jan. Regine erzählt, dass sie Geburtstag hat. Daraufhin lädt Herr Steffens die beiden auf einen Schnaps ein. Regine und Jan lernen sich besser kennen und verlieben sich ineinander. Sie treffen sich regelmäßig nachts in Herrn Steffens Schuppen. Dort reden sie über viele Dinge, insbesondere über den Krieg. Durch den Kontakt mit Jan verliert Regine allmählich ihre nationalsozialistische Überzeugung.
Eines Nachts werden Jan und Regine von der Gestapo festgenommen. Jan wird sofort weggebracht, wobei offenbleibt, wohin. Regine schneidet man die Haare ab und beschimpft sie als „Polenhure“, ehe sie ins Gefängnis gesteckt wird. Als es nachts erneut Fliegeralarm gibt, lässt der Wärter Regine frei, da das Gefängnis bereits getroffen wurde. Sie flüchtet zum Henninghof, wo sie im Sommer bei der Ernte geholfen hat. Die Bäuerin versteckt sie in der Giebelkammer.
Das Buch endet mit einem Zitat von Jan, an das Regine sich in der Giebelkammer erinnert. Jans weiteres Schicksal wird nicht berichtet.

## Rezeption
Der Roman Er hieß Jan wurde 1979 mit dem Zürcher Kinderbuchpreis La vache qui lit ausgezeichnet. Er stand im Jahr 1980 auf der Auswahlliste des Deutschen Jugendliteraturpreises. Die niederländische Übersetzung mit dem Titel Hij heette Jan wurde 1985 mit dem Zilveren Griffel ausgezeichnet. Die Taschenbuchausgabe erschien im Verlag dtv junior in 24 Auflagen. John Y. Hammer setzte den Roman als Theaterstück für 3 Personen um.